# 저격수

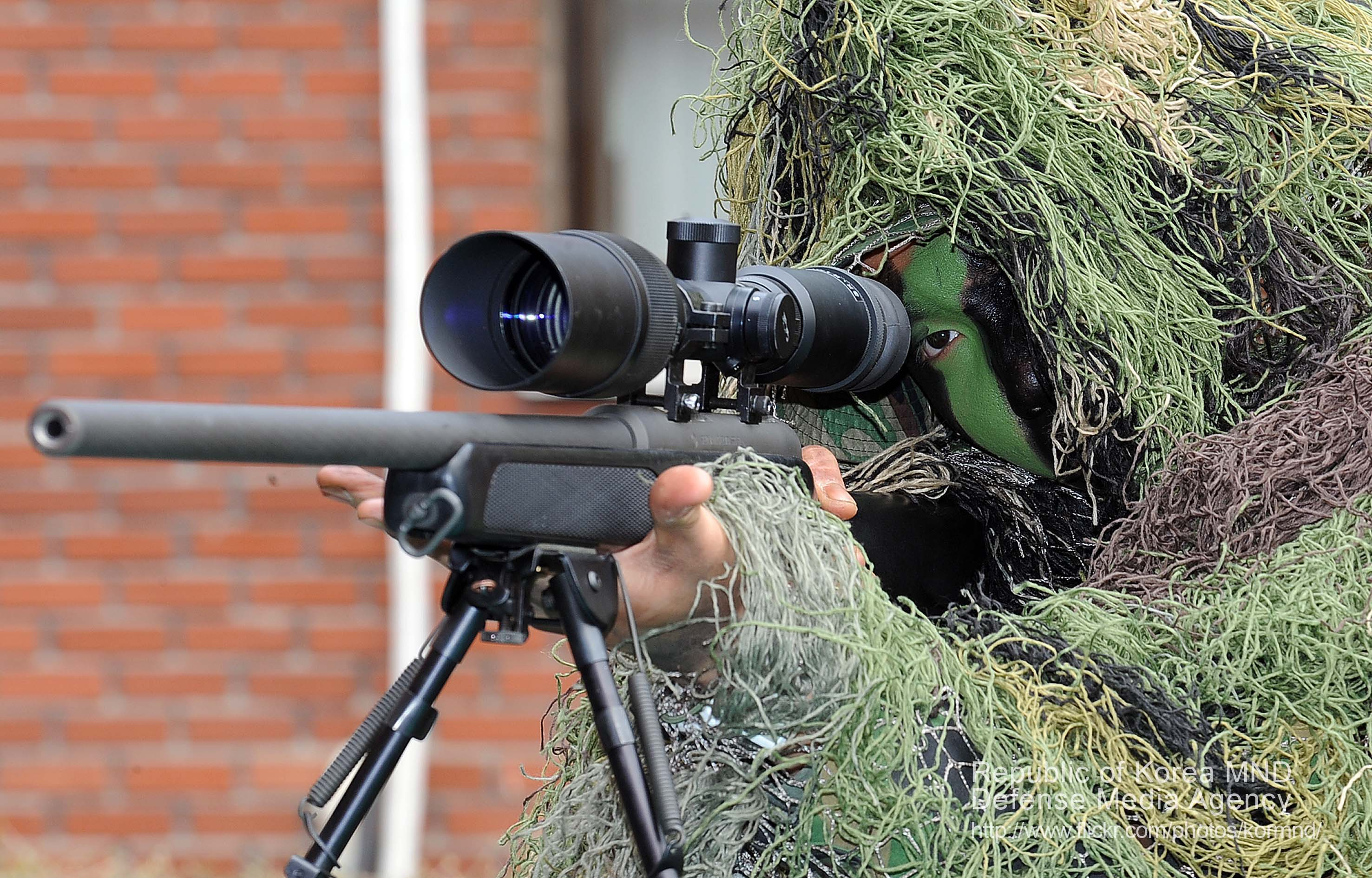

저격수(狙擊手, sniper 스나이퍼[*])는 은폐·엄폐된 위치에서, 일반 보병보다 먼 거리의 목표물을 저격하는 보병을 말한다. 저격수들은 조준경이 부착된 저격총(스나이퍼 라이플)을 사용한다. 기술로는 사격술, 정찰 기술, 엄폐 및 개인위장 능력 야전 전투기술, 전장 첩보 수집을 위한 지역 수색능력, 군사적 위장술, 침투 전술이 있다.

## 개요

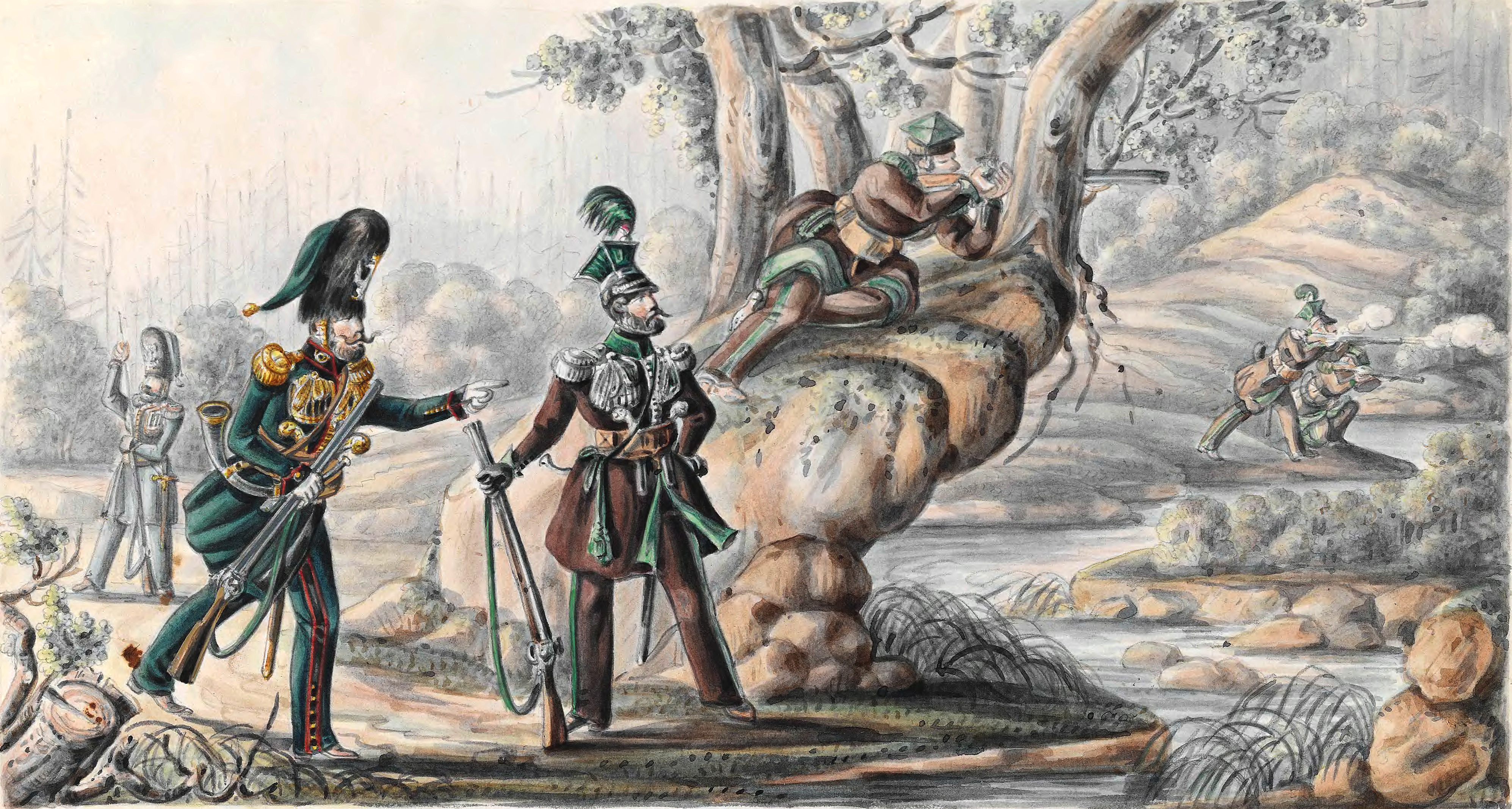
11월 봉기에 참전한 폴란드 저격수

영어에서 저격수에 해당하는 낱말 스나이퍼(영어: sniper)는 빠르게 날아다니는 도요새(영어: snipe)를 사냥할 수 있을 만큼 사격이 뛰어난 명사수라는 의미로 1770년대 영국령 인도에서 사용되기 시작하였다. 군대에서는 1824년 그전까지 쓰였던 샤프슈터(영어: Sharpshooter)란 낱말을 대체하여 사용되기 시작하였다.
저격수를 의미하는 영어 낱말에는 크리스천 샤프가 개발한 샤프 소총을 사용하는 사수, 또는 단순히 명사수라는 의미인 샤프슈터 이외에도 표적사수(영어: Marksman), 근대 이전부터 원거리 공격수를 뜻하던 산병(散兵, 영어: Skirmisher)과 같은 낱말이 사용되고 있었다. 스나이퍼가 저격수를 뜻하는 낱말로 널리 사용된 것은 남북전쟁 이후이다. 남북전쟁 당시 산병은 부대와 떨어져 개별적으로 활동하면서 정찰과 매복 임무를 수행하였다.
신은 많은 병력의 편에 서는 것이 아니라 정확한 사수의 편에 선다.— 볼테르

우수한 사수를 보통 군대에서는 특등사수라고 부른다. 그런데 이런 특등사수들 가운데 더욱 고도로 훈련된 사격의 달인들이 있으니, 바로 저격수이다. 저격수를 영어권에서는 스나이퍼(Sniper)라고 부르는데, 이는 매우 동작이 빠른 도요새(snipe)를 사냥할 수 있을 정도로 총을 잘 쏘는 사람을 부르던 말이다. 그래서 우수한 저격수가 되기 위해서는 사격을 잘하는 것만이 전부가 아니다. 어떤 상황에서도 표적을 잘 찾아내서는 적중할 수 있는 능력이 요구된다. 그래서 역사 속에 이름을 남긴 저격수들은 상당수가 어린 시절부터 총을 잡고 사냥으로 끼니를 해결해온 ‘생계형 총잡이’들이었다.

## 역사
저격수가 정식으로 부대에 편제되기 시작한 것은 영국의 로뱃 정찰대로, 이들은 길리 슈트(ghillie suit)라는 저격수 위장복을 처음으로 입기 시작했다. 독일군은 제1차 세계 대전 때부터 자국의 발달된 공학기술을 이용해 저격수를 본격적으로 훈련*운용해왔으며 제2차 세계 대전에서는 더욱 위협적인 전과를 올렸다. 제1차 세계대전에서 독일군은 특등사수들에게 망원조준경이 달린 소총을 지급하면서 가장 적극적으로 저격수를 활용했다. 이들 저격수는 참호 위로 고개를 드는 적군을 남김없이 사살해버리면서 악명을 떨쳤다.
제2차 세계대전에 이르자 저격수의 역할은 더욱 커졌다. 한 명의 저격수가 적군 1개 소대나 중대의 발을 묶는 경우도 빈번했다. 특히 독일 저격수들은 원거리에서 또는 적군이 진입한 한가운데서 정확한 사격을 가하면서, 안전한 곳따위는 없다는 공포심을 적군에게 안겨주는 심리전의 중핵이기도 했다. 베트남전에서는 저격수의 중요성은 더욱 높아졌다. 미군은 병사 1인당 20만 발을 쏴야 적군 한 명을 사살하는 정도였지만, 저격수들이 적 한 명을 사살하기 위해 소비한 탄환은 평균 1.3발이었다.

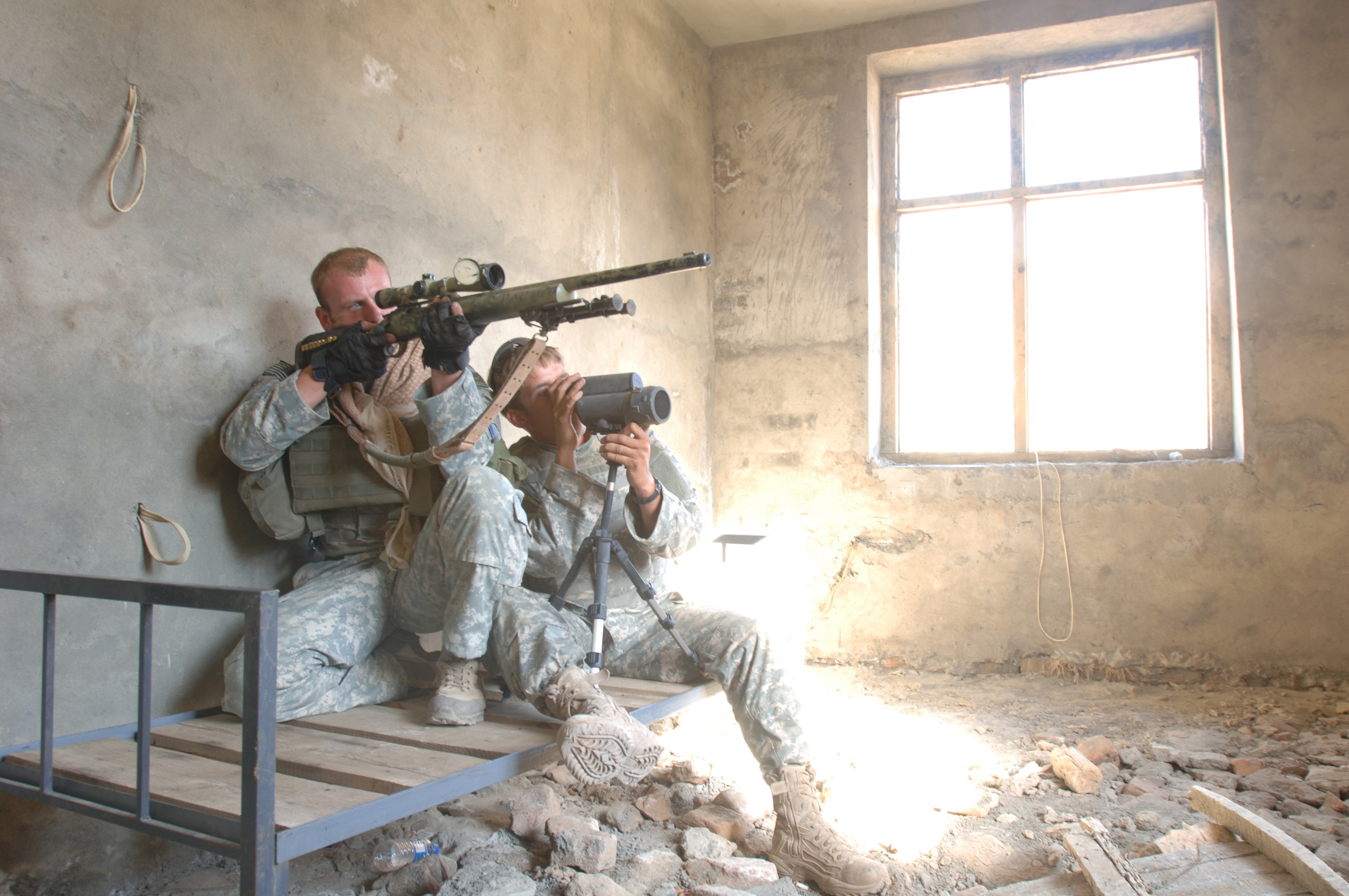
2006년 아프가니스탄에서 작전중인 저격수와 관측병

현대전에서 각각의 나라마다 군사의 계통과 전략이 달랐기는 하지만, 전쟁중에 정찰과 매복을 담당하면서 적의 장교와 같은 중요 인물을 암살하기 위한 병사는 어디에나 있어왔다. 소비에트 연방의 경우 전체 군사에서 병사 개인까지 아우르는 저격수 교범을 마련하고 분대당 교전거리를 확대, 재빠르고 신속한 제압이 필요한 기관총사수 등의 적절한 제거를 위해 분대저격수 도입 및 독일이나 미국못지 않게 저격수의 활용에 큰 비중을 두었다. 저격수에게 있어 또 하나 중요한 것은 위장이다. 이들은 배경과 섞이기 위하여 길리슈트라는 독특한 위장복을 입는다. 길리슈트는 원래 스코틀랜드에서 사냥터 관리인이 사용하던 휴대용 위장텐트에서 유래하는데, 제2차 보어전쟁에서 영국 육군의 로뱃 정찰대가 사용하면서 최초로 군용으로 사용하게 되었다. 그래서 민간에서는 사냥꾼들도 길리슈트를 즐겨 입는다.

## 저격수의 기록들
세계 최고의 사살기록을 가진 저격수는 미·소·독의 3국이 아니라 핀란드의 저격수이다. 핀란드 방위군의 저격수인 시모 해위해(Simo Häyhä 1905-2002)는 소련과 핀란드의 분쟁인 겨울전쟁에서 무려 542명의 사살기록을 세웠다. 특히 해위해는 스코프를 사용하면 렌즈에 빛이 반사되어 발각될 위험이 있다고 자신의 총기에 망원조준경을 사용하지 않고 맨눈으로 소련군을 사살하는 신기록까지 세웠다.
에너미 앳 더 게이트란 영화로 유명한 바실리 자이체프(소련)와 에르빈 코니그(독일)은 각각 400명을 사살한 것으로 기록되고 있다. 한편 최근에는 미육군의 티모시 켈너 하사가 이라크자유작전(OIF)에서 78명의 확인사살기록을 세운 바 있다. 한편 가장 먼 거리를 저격한 기록으로는 베트남전에서 카를로스 해스콕(Carlos Hathcock 1942 –1999)이 세운 2,286m의 기록이 35년 동안 깨지지 않고 있었다. 그러나 2002년 아프간전쟁에서 캐나다군의 롭 펄롱이 2,430m에서 적군을 저격함으로써 기록이 갱신되었다. 그리고 2009년 11월에는 영국 육군의 크레이그 해리슨이 아프간에서 2,475m의 저격에 성공하면서 대기록이 경신되기도 했다.
현재 세계 최장거리의 저격기록은 우크라이나의 한 저격수가 기록보유 중이다.

## 저격수의 위장
저격수에게 있어 또 하나 중요한 것은 위장이다. 이들은 배경과 섞이기 위하여 길리슈트라는 독특한 위장복을 입는다. 길리슈트는 원래 스코틀랜드에서 사냥터 관리인이 사용하던 휴대용 위장텐트에서 유래하는데, 제2차 보어전쟁에서 영국 육군의 로뱃 정찰대가 사용하면서 최초로 군용으로 사용하게 되었다. 그래서 민간에서는 사냥꾼들도 길리슈트를 즐겨 입는다. 이 외에도 위장크림을 바르던지 위장 마스크를 착용하기도 한다.

## 갤러리

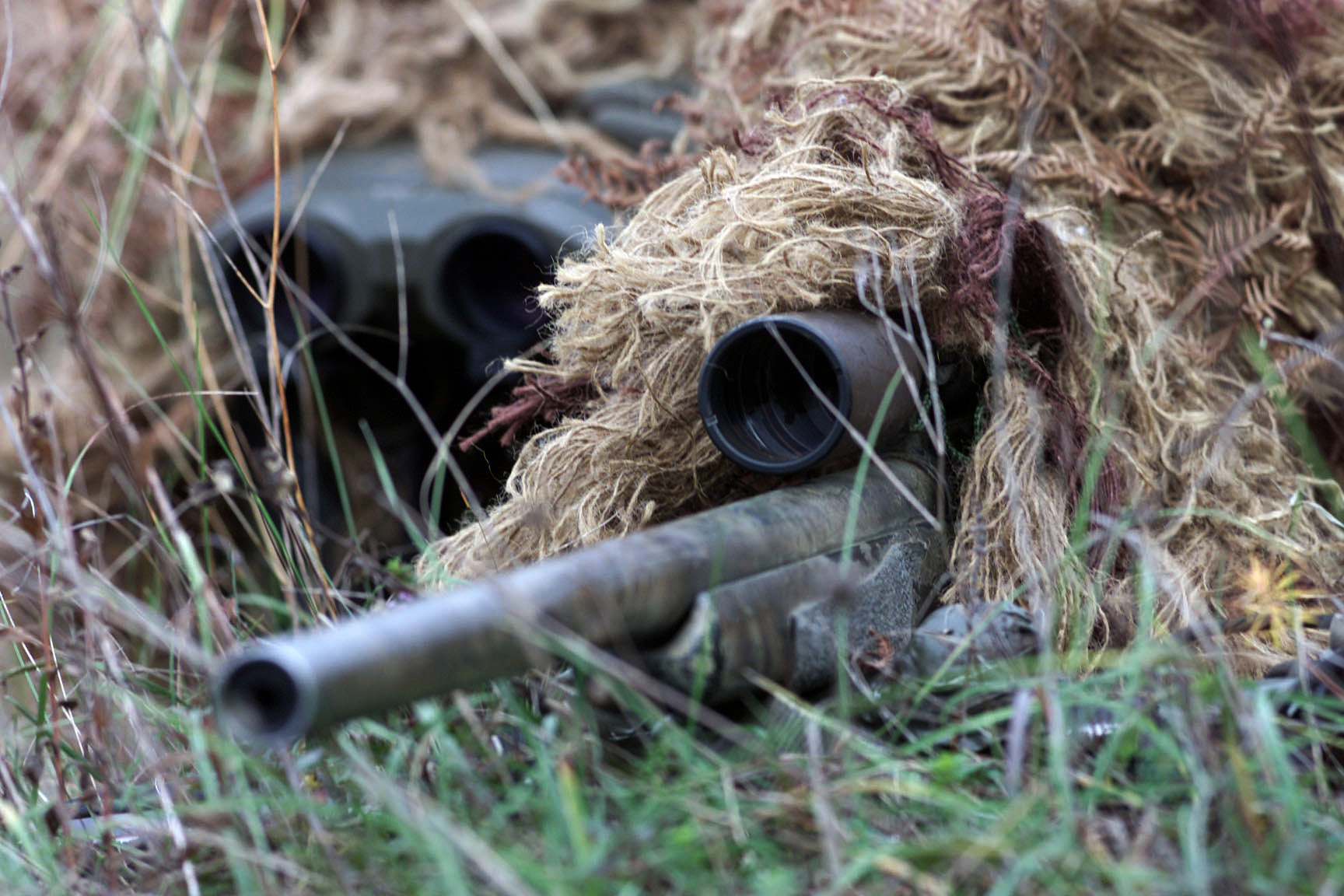
위장복인 길리 슈트를 착용하고서, M40을 사용중인 미국 해병 저격수와 감적수
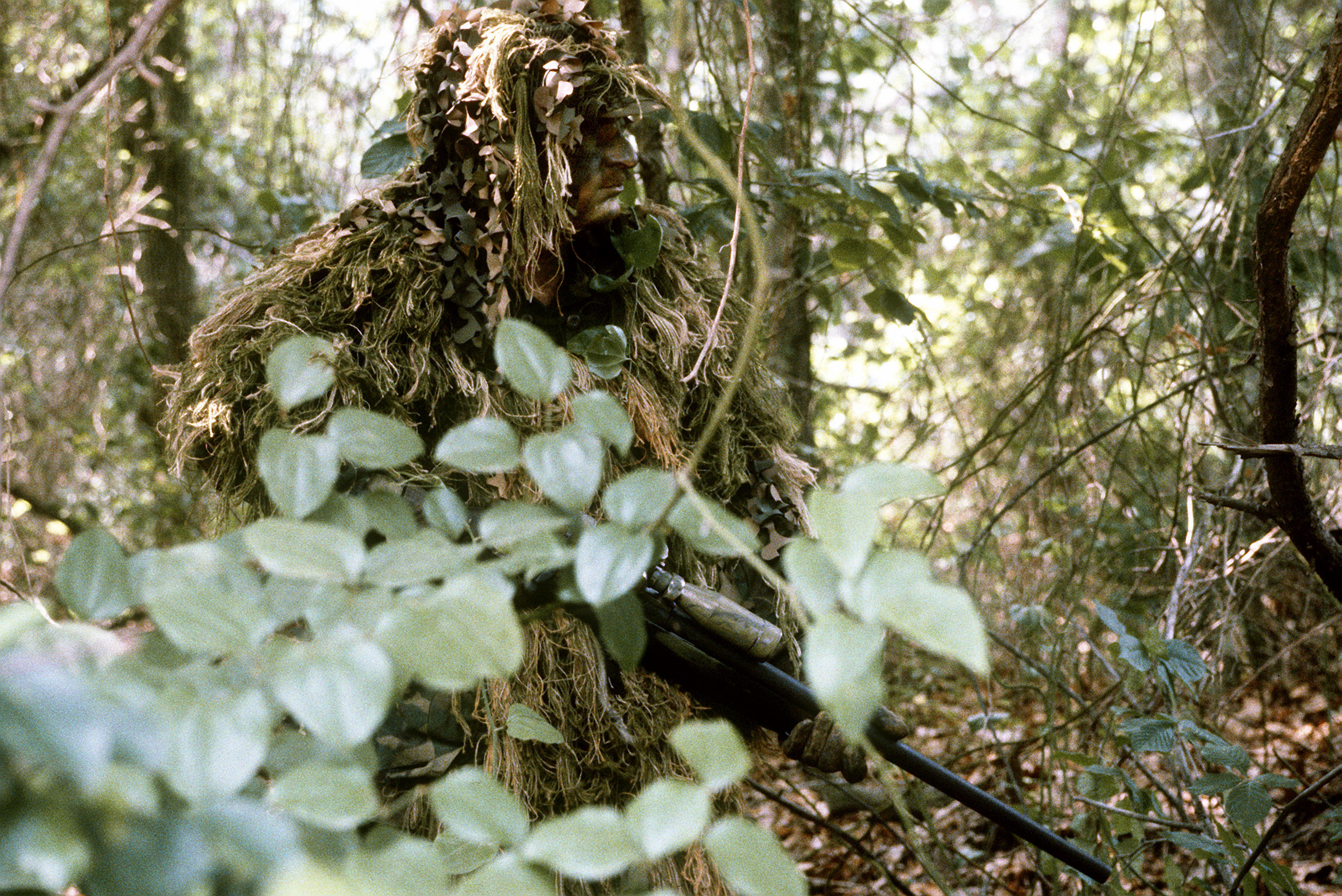
길리 슈트를 입고 훈련중인 미국 해병대 저격수
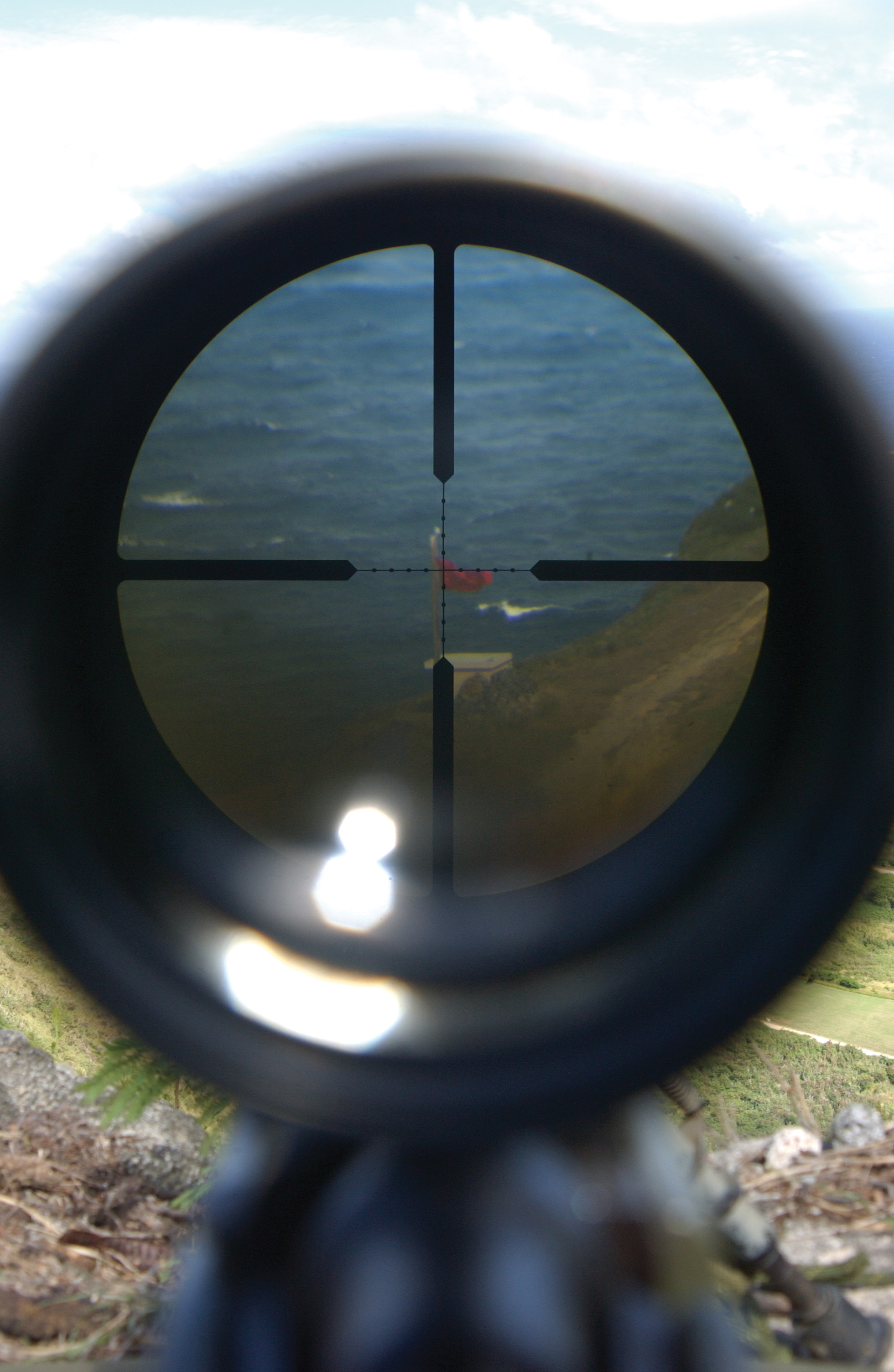
미국 해병대 저격총 M40의 스코프
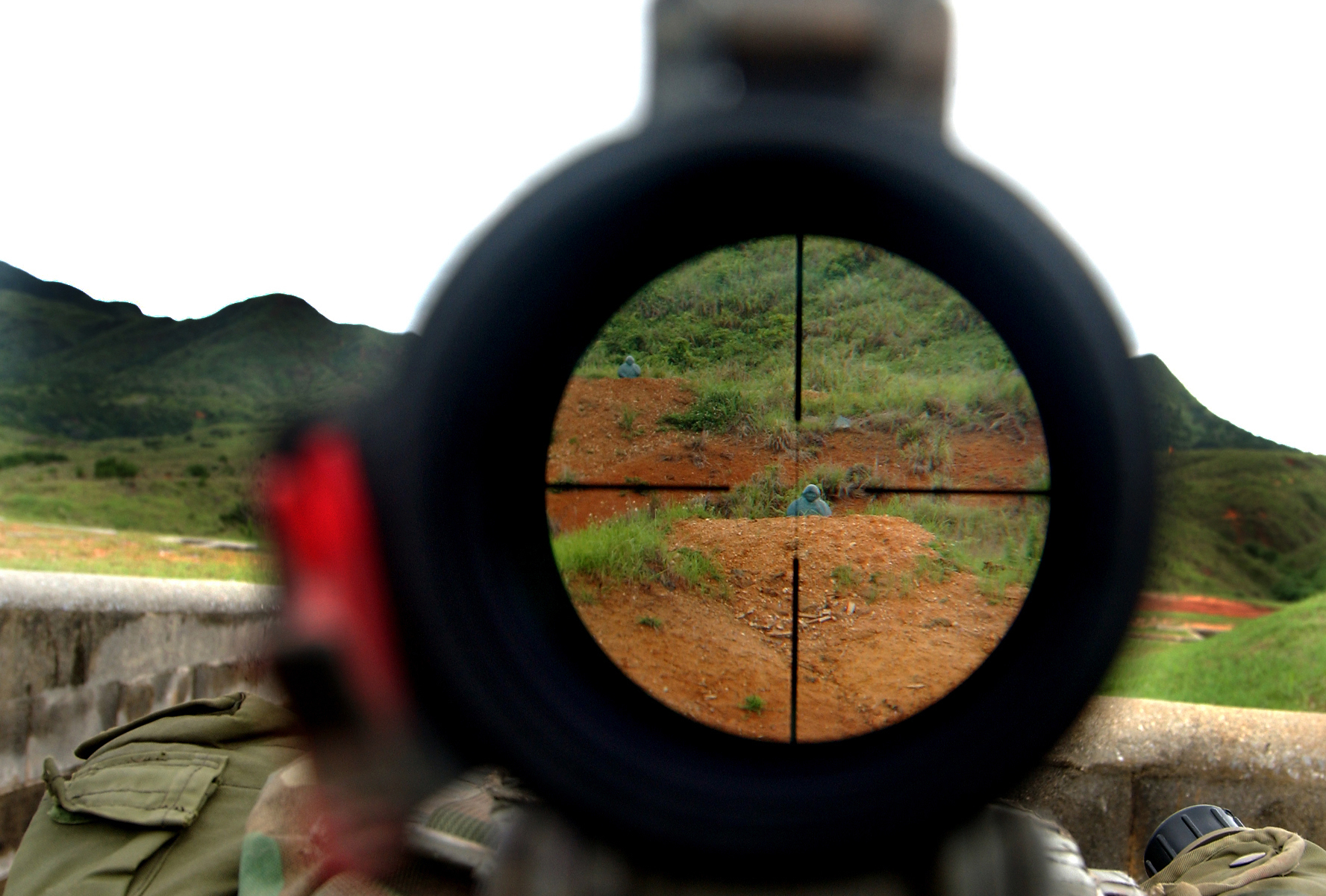
미국 육군 M24의 스코프
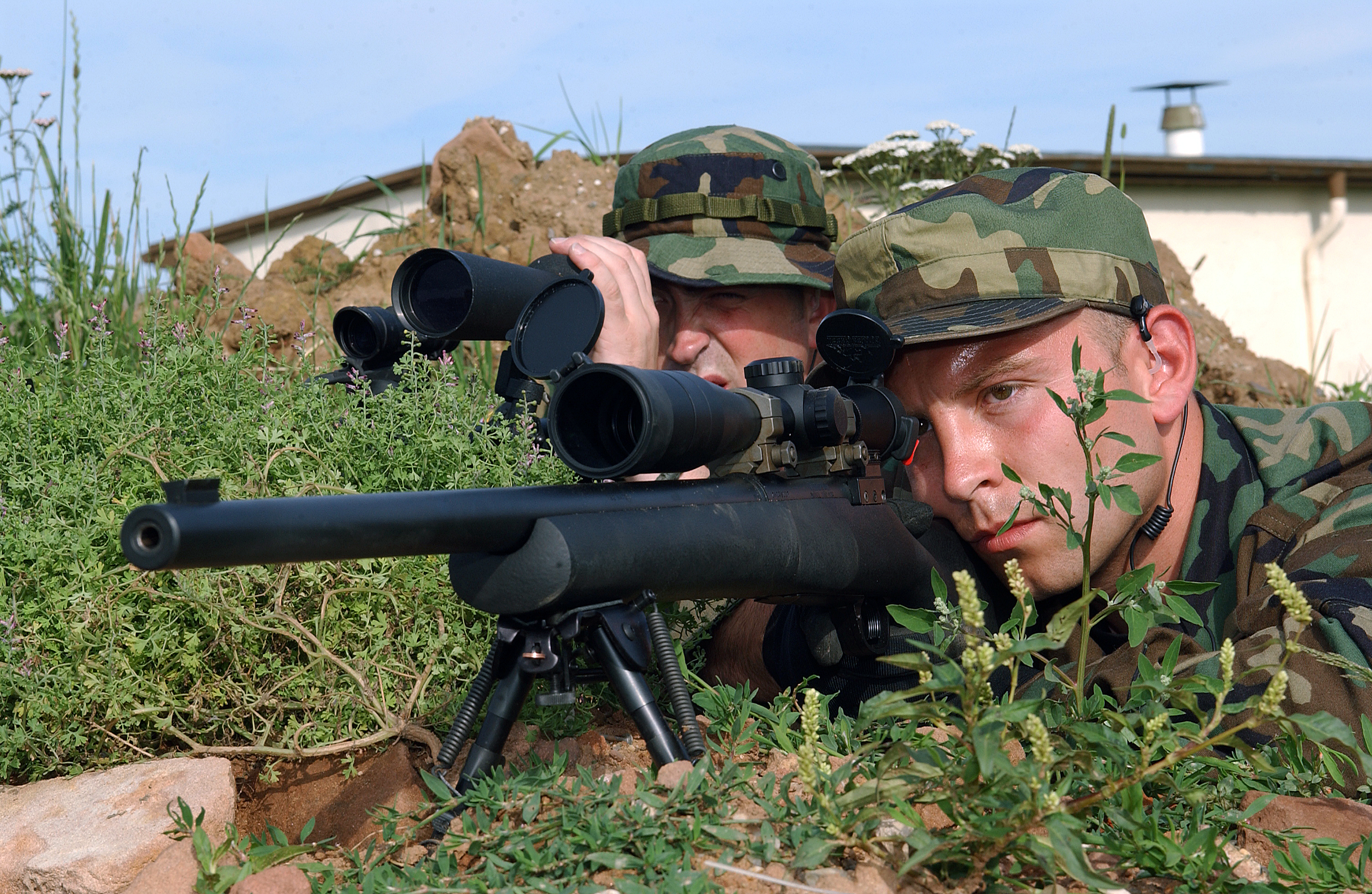
미국 공군 저격수(shooter)와 감적수(spotter). 미국 군대는 저격수 팀을 저격수와 감적수 2인 1팀으로 운용한다. 이는 대부분의 다른 나라에서도 마찬가지다.
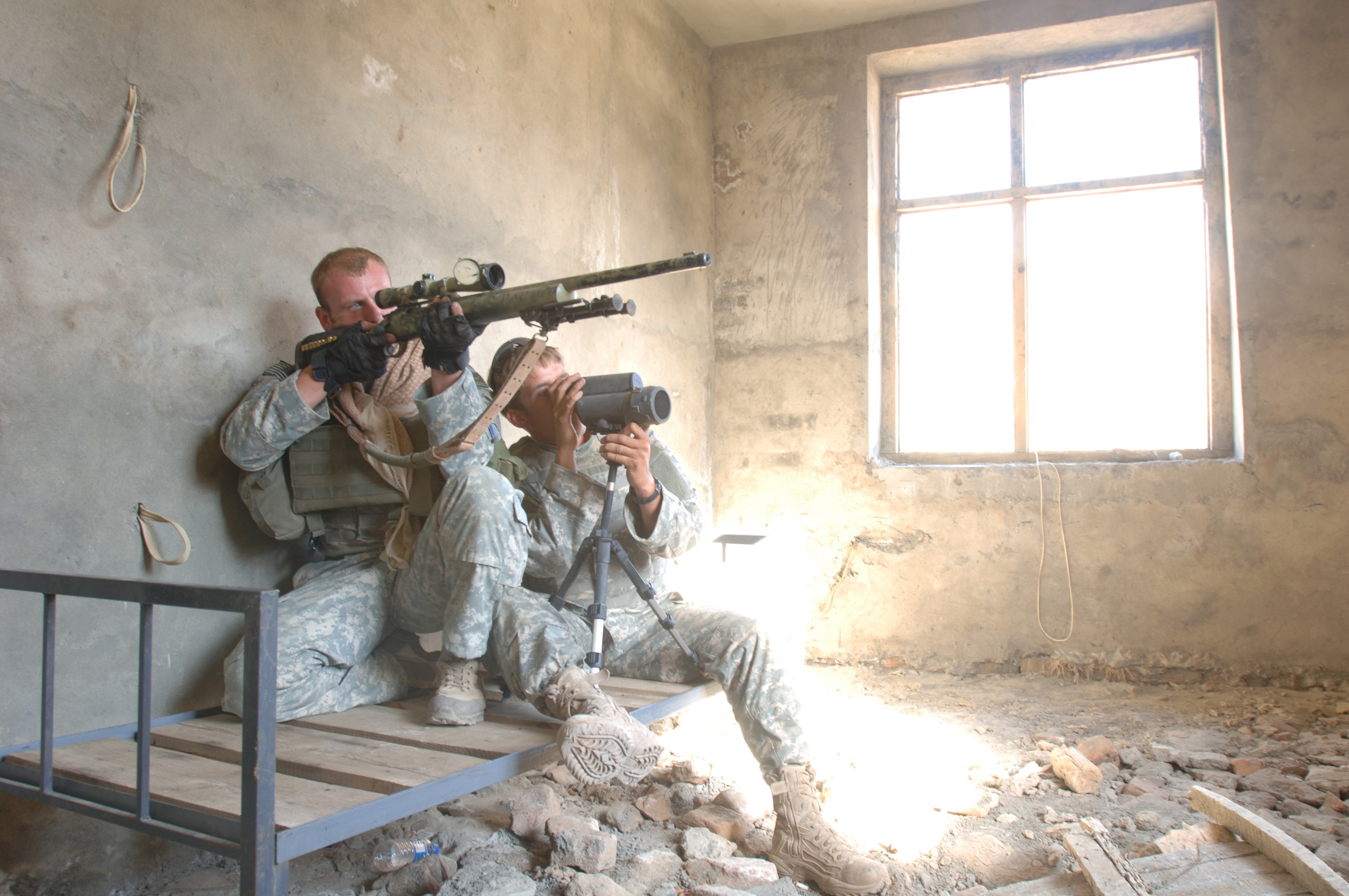
아프가니스탄에서 작전 중인 USA 육군 저격병과 저격보조병

## 같이 보기
- 저격
- 길리 슈트